# 致福雷尔书简
《致福雷尔书简》由阿博都巴哈所著，是其于1921年9月21日，和瑞士蚁学家、神经解剖学家与精神病学家奥古斯特·福雷尔的通信。
在这份书简中，阿博都巴哈讨论了无机物世界、植物世界、动物世界和人类世界的不同，也涉及了人类的灵性本质与上帝存在的证明。

## 引用
- Baháʼí Reference Library: Tablet to Dr. Auguste Forel （页面存档备份，存于）